# Olga Boznańska

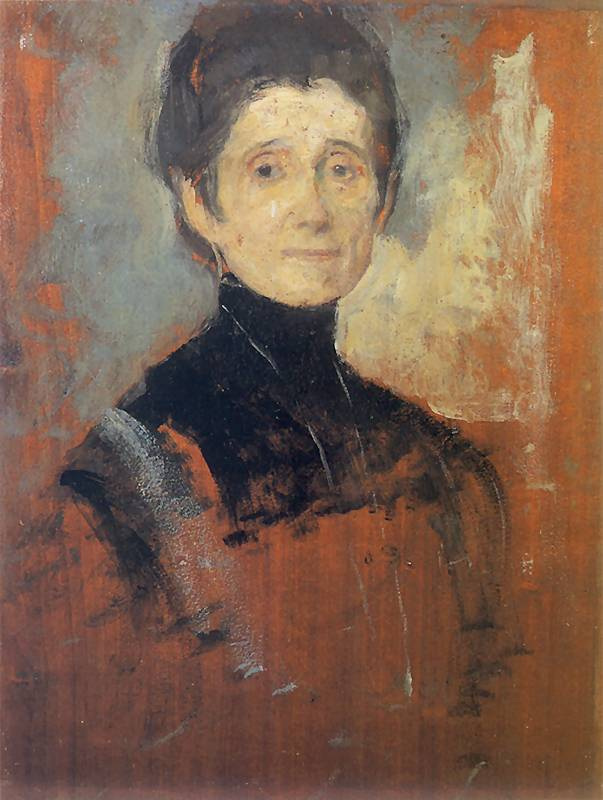
Olga Boznańska (Autoportrét, 1894)

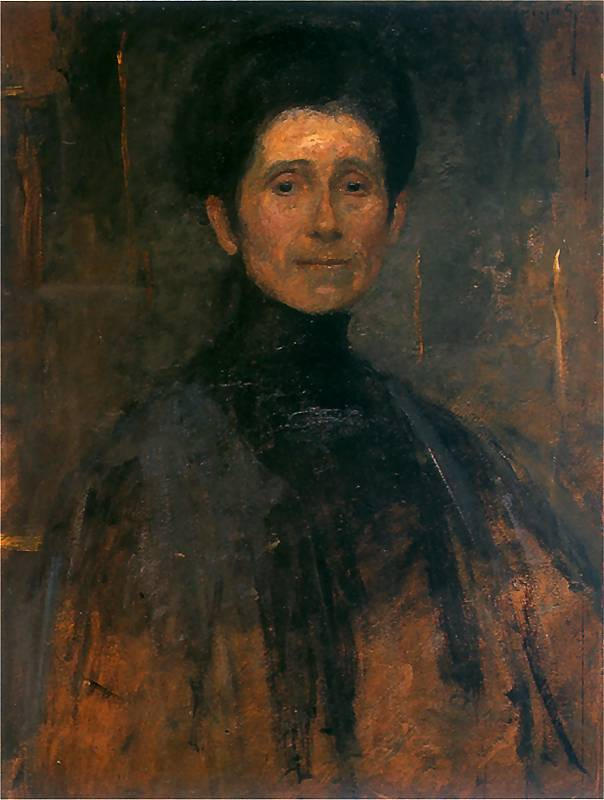
Olga Boznańska (Autoportrét, 1906)

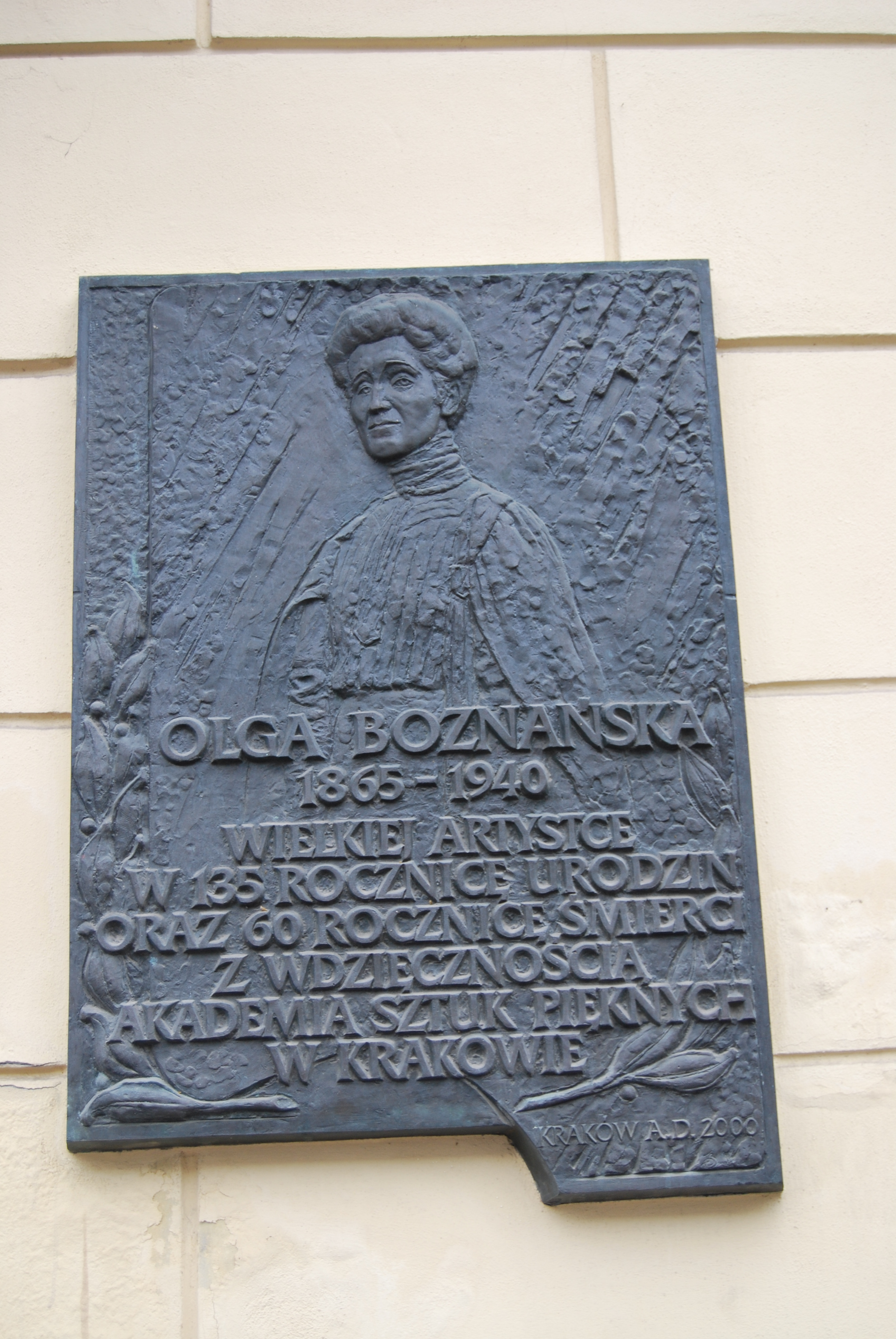
Pamětní deska Olgy Boznańské v Krakově

Olga Boznańska (15. dubna 1865 Krakov – 26. října 1940 Paříž) byla polská malířka. Nikdy nepatřila k žádné škole, skupině, směru ani proudu. Byla geniální portrétistka, ale stejně úspěšně, i když méně často, se věnovala i jiným žánrům. Význam Olgy Boznańské spočívá v neochvějné důslednosti, s níž realizovala vlastní vizi umění. Jedná se o jednu z největších malířek v dějinách umění.

## Život
Na přání svých rodičů se učila kreslit již od raného dětství. V její době nebyly ženy přijímány na Akademii výtvarných umění. V Krakově tedy studovala soukromě u Kazimierze Pochwalského, Józefa Siedleckého a Adriana Baranieckého a navštěvovala přednášky Konstantyho Górského. Vzhledem k jejímu mimořádnému talentu bylo rozhodnuto, že bude ve studiu pokračovat mimo Krakov. 

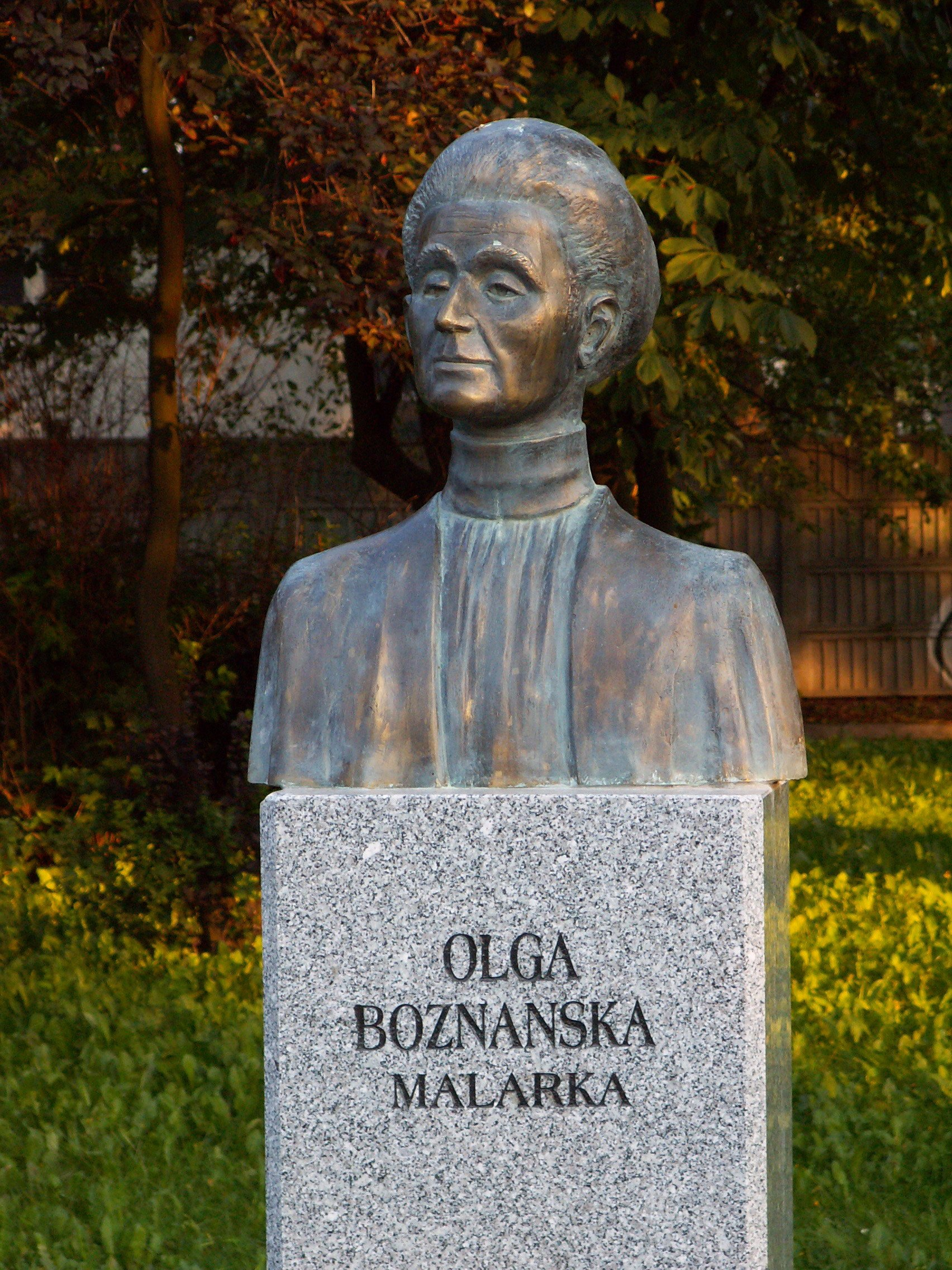
Busta Olgy Boznańské v Kielce.

Na přání otce odjela v roce 1886 studovat do Mnichova, který byl v té době kulturním centrem. I zde musela studovat mimo Akademii. Vzdělávala se pod vedením německého malíře Carla Kricheldorfa. Navštěvovala mnichovskou Pinakotéku, kde kopírovala díla velkých mistrů. Měla velmi vyhraněné názory na umění a neváhala zaujmout kritický postoj i k práci svého učitele. Kriticky se stavěla i ke svým dílům a díky tomuto přístupu dělala významné pokroky. V roce 1888 se krátce vzdělávala u Wilhelma Dürra. Brzy ale bylo jasné, že přerostla své učitele.
V roce 1889 se osamostatnila a začala svoje práce vystavovat i mimo Mnichov – ve Varšavě, Berlíně, Vídni. Hodně cestovala po Evropě. Dvakrát navštívila i Paříž, její pozdější působiště. Mnohokrát se samozřejmě navrátila do Krakova, kde ale byly odezvy na její umění relativně slabé.
V roce 1894 obdržela ve Vídni zlatou medaili za Portrét malíře Paula Nauena a v Londýně vyznamenání za Portrét miss Mary Breme.
V roce 1895 zastupovala prof. Theodora Hummela na Malířské škole v Mnichově.
V roce 1896 jí Julian Fałat (polský malíř, 1853–1929) nabídl místo učitelky na krakovské Akademii výtvarných umění, na které o deset let dříve nesměla ani studovat. Olga Boznańska však místo odmítla. Chtěla zůstat v Mnichově, kde měla spoustu přátel a kde, jak poznala, byly lepší podmínky pro ženu – umělkyni.
V roce 1896 také poprvé vystavovala v Paříži. Na pařížský Salón byly přijaty dva její obrazy. Tehdy to vnímala jako největší možný dosažitelný úspěch.
V roce 1898 se do Paříže, tehdejšího centra umění, přestěhovala. V tomto roce vystavovala v Krakově, Mnichově, Berlíně a Paříži.
Pracovala velmi intenzivně. Její paleta se postupně začala projasňovat, namísto plátna stále častěji používala lepenku, na jejímž povrchu zůstávají barvy matné. To jí umožnilo dosahování zajímavých koloristických efektů bez toho, aby musela měnit škálu používaných barev. Nejraději používala šedou barvu, které postupně dokázala dodávat stále další barevné odstíny od studených až po teplé.
V roce 1901 poprvé vystavovala v Carnegie Institute v Pittsburghu (USA). Téhož roku francouzská vláda koupila do státních uměleckých sbírek její obraz „Bretonka“ a o tři roky později potom „Portrét slečny Dygatové“. Postupně dostávala stále více zakázek na portréty. Ve francouzském odborném i denním tisku se množily recenze na její práci, vesměs velmi pozitivní. S úctou se o její tvorbě vyjadřovali i tehdejší významní kritici jako např. Roger Marx, či Louis Vauxcelles. Zdůrazňovali především psychologickou hloubku děl a autorčin výjimečný cit pro barvu a subtilitu barevné harmonie.
V roce 1907 získala stříbrnou medaili v Carnegie Institute v Pittsburghu. V roce 1912 na výstavě v Pittsburghu reprezentovala Francii spolu s Claudem Monetem a Augustem Renoirem. Ve stejném roce byla oceněna stříbrnou medailí na mezinárodní výstavě v Amsterdamu a také se stala prezidentkou Sdružení polských umělců „Sztuka“.
Do počátku první světové války věhlas Olgy Boznańské stále stoupal. Po válce se ale objevila řada nových směrů. Umění, stejně jako poválečný svět, bylo rvavé, intenzivní často soustředěné na okamžitý efekt. Umění Olgy Boznańské bylo pravým opakem. Stále klidnější, uzavřené do sebe, ve své hloubce nenápadné. Zakázek znatelně ubývalo.
V roce 1923 její obrazy znovu reprezentovaly francouzské umění na výstavě v Pittsburghu. V roce 1934 jí byla udělena polská státní cena, která na nějaký čas vylepšila její finanční situaci. Několik jejích obrazů koupilo polské Ministerstvo zahraničních věcí a také varšavské Národní muzeum. V roce 1937 získala Velkou cenu na Světové výstavě v Paříži.
Jejím posledním velkým úspěchem pro ni byla účast na benátském Bienále v roce 1938, kde prodala pět obrazů.

### Soukromí
Po odchodu do Paříže se s ní rozešel její mnohaletý snoubenec, malíř Józef Czajkowski. Pro pětatřicetiletou umělkyni to bylo velkým zklamáním. Od doby, kdy ji její nastávající opustil, se oblékala stále podle módy z roku 1900. V Paříži trávila většinu času ve svém ateliéru, kde se cítila nejlépe.
V roce 1906 jí zemřel otec, který jí finančně podporoval a dozvěděla se, že u její sestry Izabely se začíná projevovat psychická choroba. Sama umělkyně stále silněji pociťovala sklony k depresím, proti kterým bojovala už od mládí.
O jejích pocitech a názorech svědčí řada dochovaných dopisů. Autorka ovládala několik jazyků. Otci psávala polsky, matce francouzsky a sestře anglicky.
Do jejího života ostře zasáhla první světová válka, která jí působila velké utrpení. Její tehdejší dopisy svědčí o autorčině citlivosti a hlubokém smutku nad tehdejší situací a nemožností ovlivnit běh věcí.
Po válce se potýkala s finančními problémy. Živil jí pronájem domu v Krakově. Do jejího pařížského ateliéru údajně chodila řada lidí žádajících o finanční pomoc a umělkyně ji nedokázala nikomu odepřít.
Olga Boznańská milovala zvířata. Měla dva psy, ptáky a spoustu myší. Zvířata se mohla volně pohybovat po ateliéru a měla na svědomí zničení řady jejích obrazů.
V roce 1934 spáchala její sestra sebevraždu. Po její smrti malířka stále více trpěla. Kromě psychických problémů ji trápily i fyzické potíže. Měla sklerózu a mučil ji ekzém na obličeji, ze kterého jí bolely oči. Pouze při práci u malířského stojanu se cítila lépe. Intenzivně tvořila až do své smrti.

## Galerie

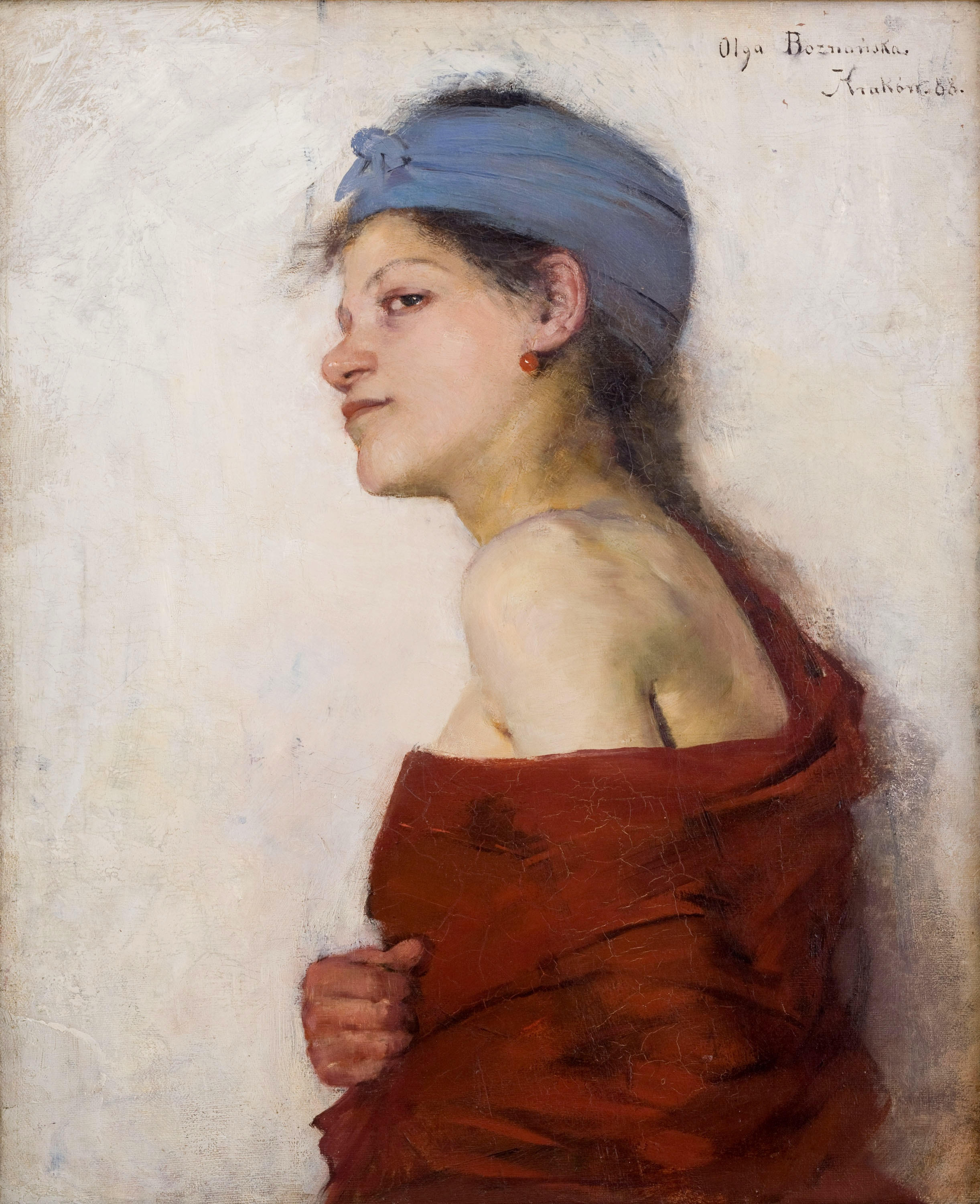
„Cyganka” (1888)
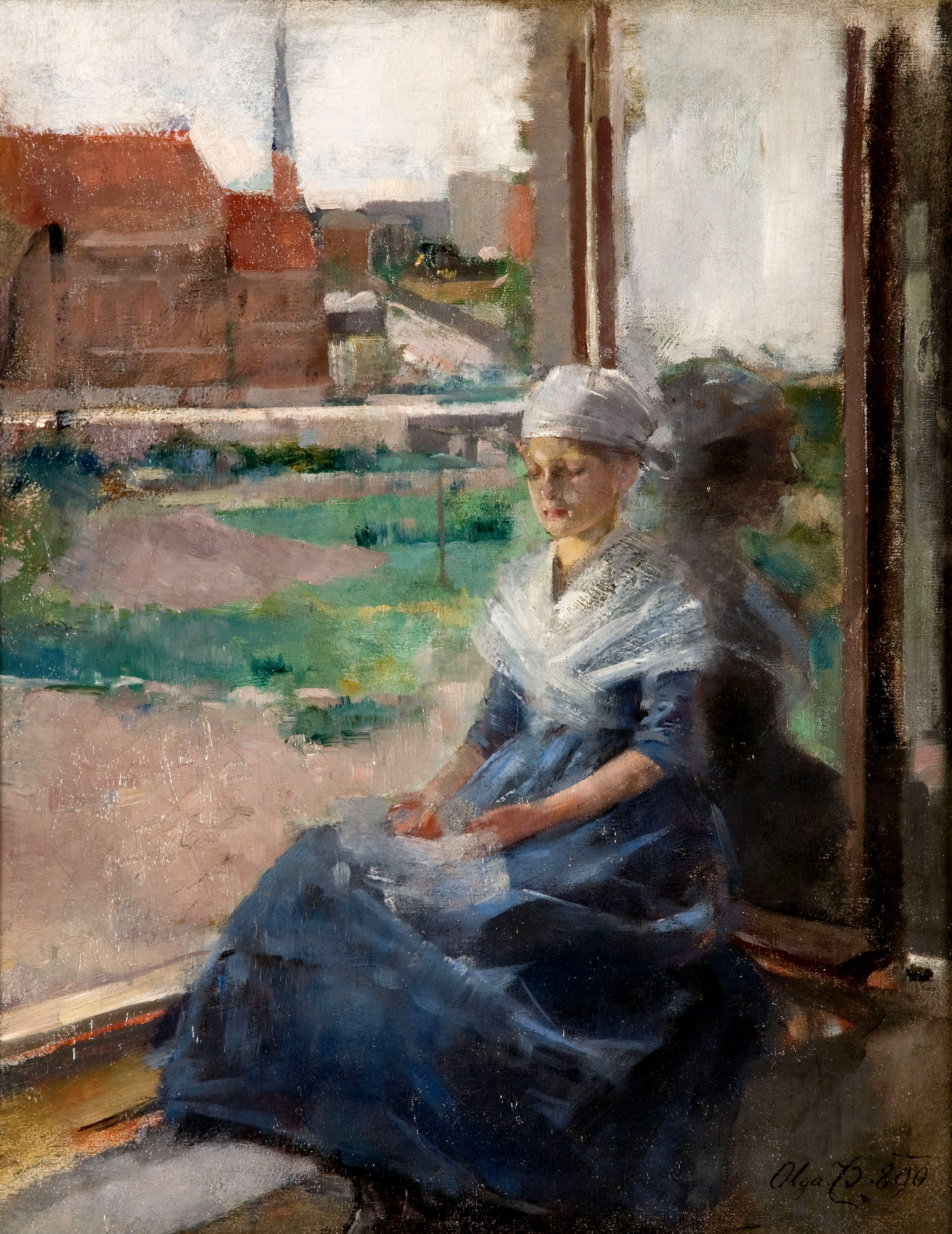
„Bretonka” (1889/1890)
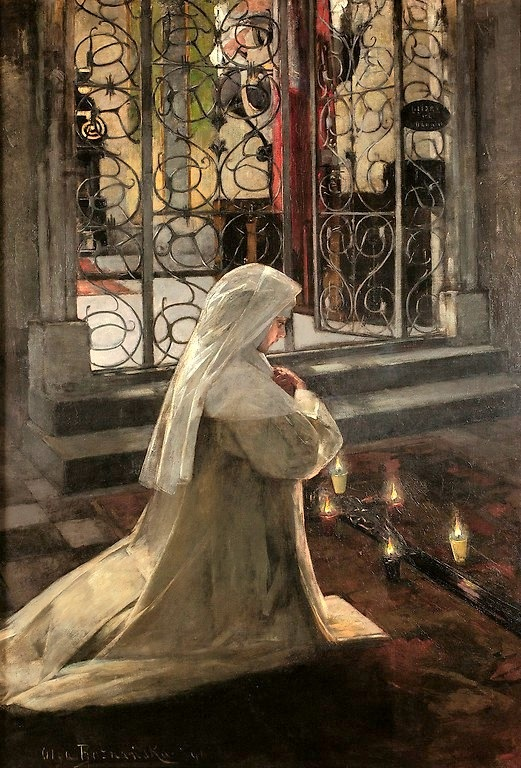
„W Wielki Piatek (Zakonnica)” (1890)
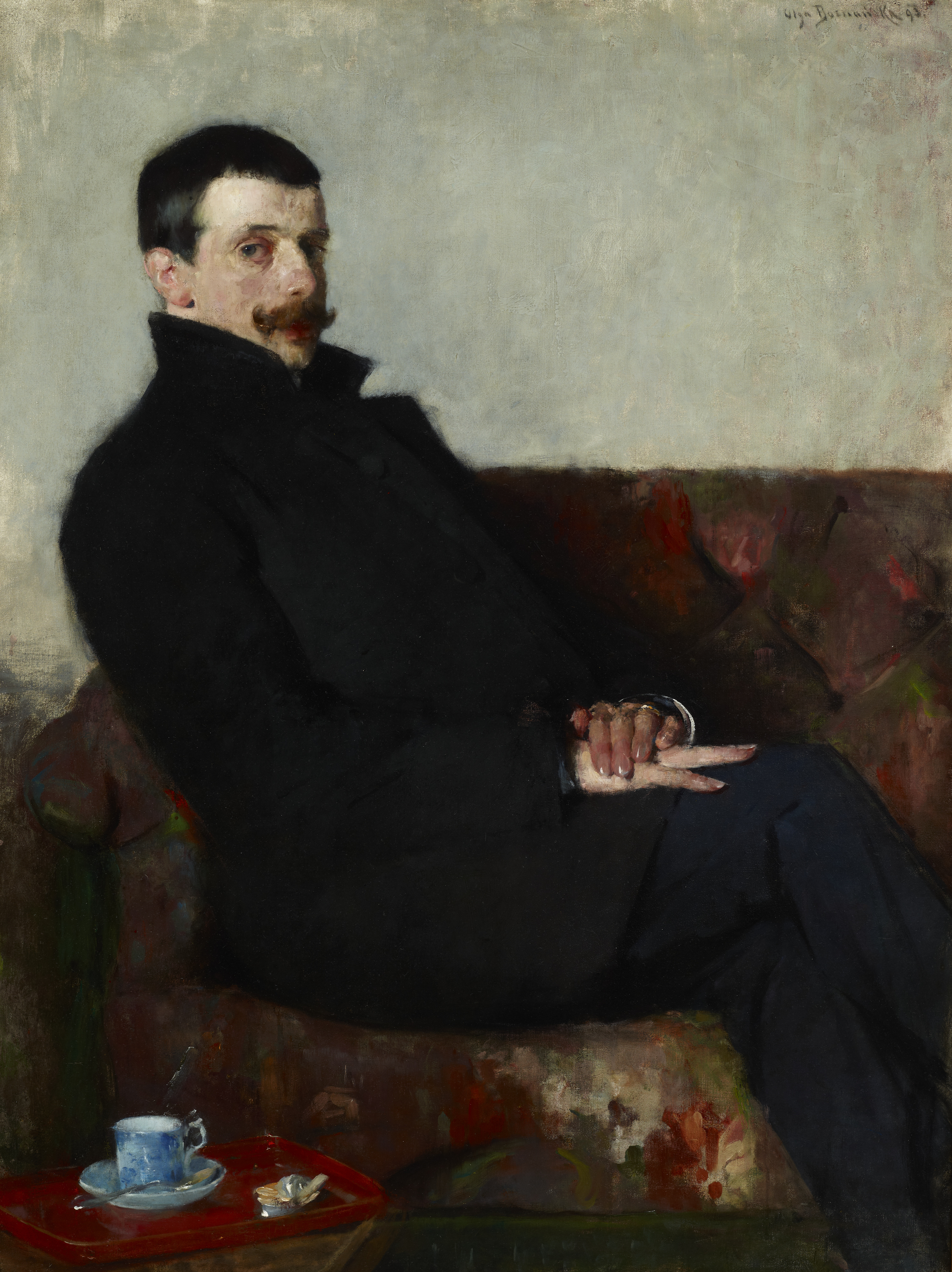
„Portret malarza Pawła Naumena” (1893)
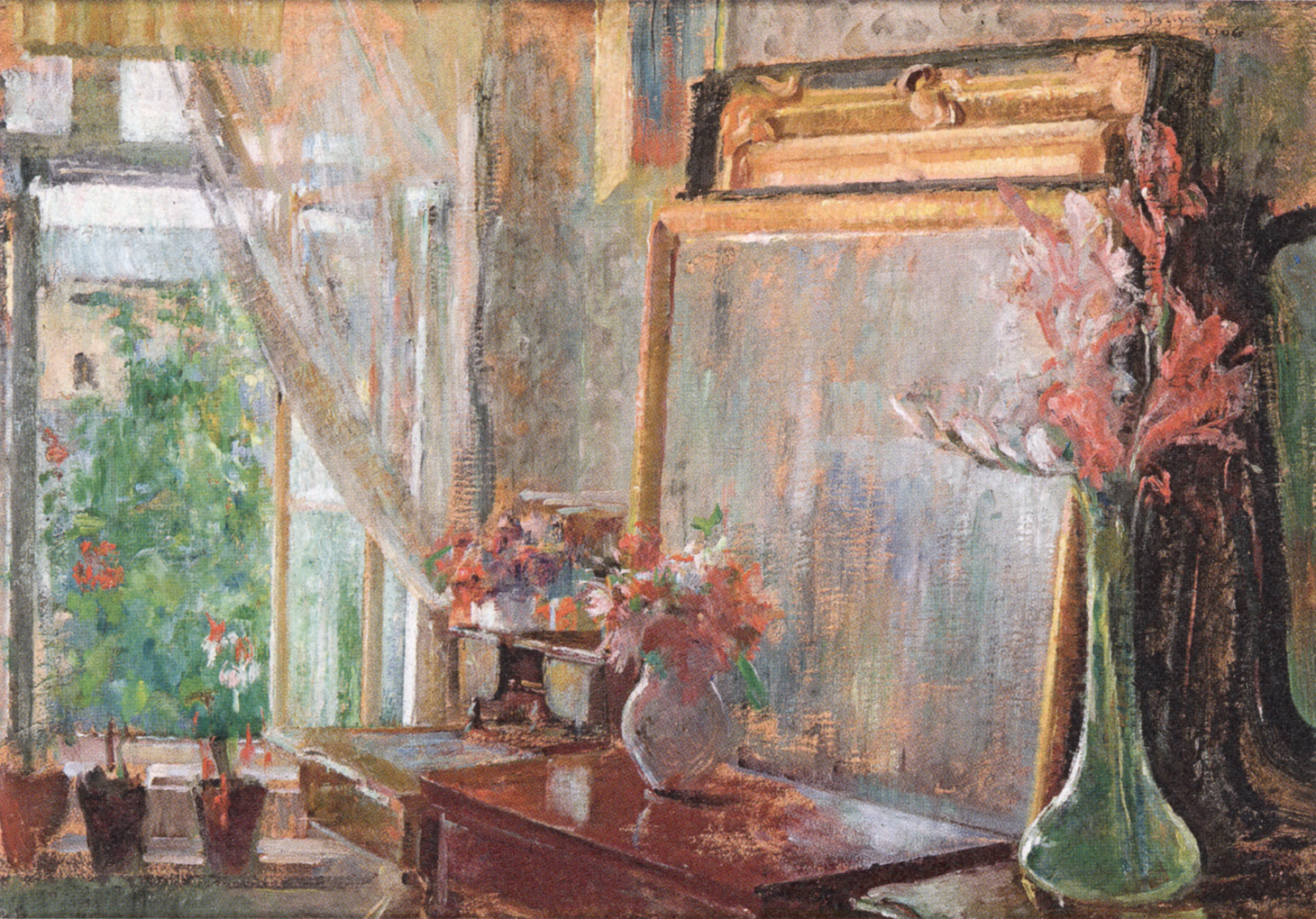
„Wnętrze” (1906)
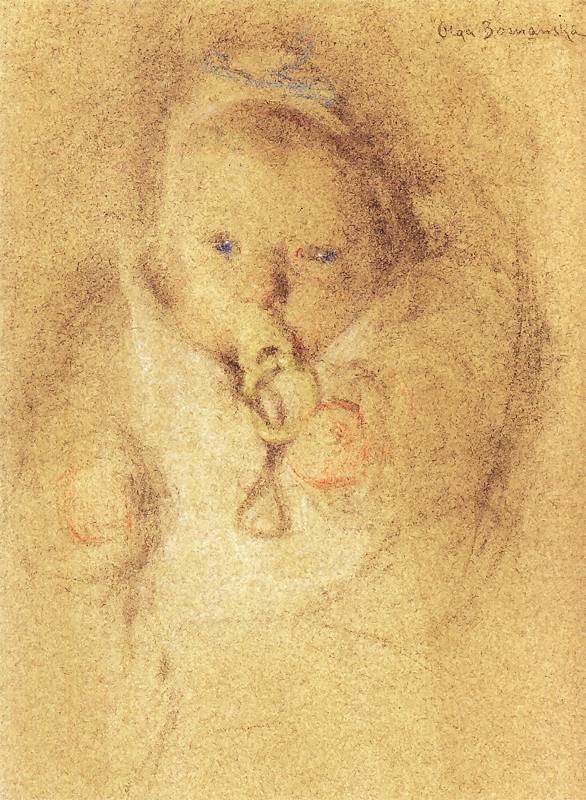
„Niemowlę ze smoczkiem” (1906)